# Madison Hubbell
 (février 2025).
Madison Hubbell, née le 24 février 1991 à Lansing, est une patineuse artistique américaine.

## Biographie

### Carrière sportive
Avec son partenaire Zachary Donohue avec lequel elle patine depuis 2011, elle est notamment médaillée d'or aux championnats des quatre continents 2014. L'équipe remporte le Trophée Éric Bompard en 2015 et la médaille d'argent au championnat du monde 2018. Ils s'entraînent 27 heures par semaine.
Avec son ancien partenaire et frère Keiffer Hubbell (en), elle a été médaillée de bronze aux Championnats des quatre continents 2010.
Aux Jeux olympiques d'hiver de 2022 à Pékin, elle est membre de l'équipe mixte américaine médaillée d'argent. Cependant, deux ans plus tard, le Tribunal Arbitral du Sport (TAS) prononce une suspension de quatre ans à l'encontre de Kamila Valieva, membre de l'équipe russe qui a remporté l'or. La décision du Tribunal arbitral du sport signifie que la Russie perd le titre dans l'épreuve par équipe et que les États-Unis récupèrent la médaille d'or devant le Japon.
Madison se produit notamment en février 2025 dans le spectacle Art on Ice aux côtés de son amie française Gabriella Papadakis. Ce duo inédit de deux femmes marque une première historique dans la discipline. Ancienne championne du monde et multiple médaillée olympique, Hubbell apporte à ce projet son talent, sa sensibilité artistique et son expérience sur la glace. En patinant avec Papadakis, elle s’engage à promouvoir une vision plus inclusive et moderne du patinage, bousculant les traditions et ouvrant la voie à de nouvelles possibilités pour la discipline.
Cela s'inscrit dans le projet de la Fédération canadienne de patinage artistique à redéfinir les duos comme « Patineur A » et « Patineur B » au lieu de « homme » et « femme », intégrant des rôles comme « porteur » et « porté ». Ce changement vise à promouvoir l’inclusion et l’égalité des genres.

### Vie personnelle et engagements
Si, contrairement à son amie Gabriella Papadakis, Madison Hubbell ne s'identifie pas à la communauté LGBT, les deux femmes militent ensemble pour les droits des minorités et l'égalité des sexes dans le sport.
Elle vit une relation personnelle avec Zachary Donohue dans les premiers temps de leur partenariat professionnel, sur lequel le couple préfère ensuite se concentrer.
Elle se fiance en avril 2018 avec le patineur artistique espagnol Adrià Díaz, qu'elle épouse en juin 2023 et avec qui elle a une fille en février 2024.

## Palmarès
Avec deux partenaires :
- Keiffer Hubbell (en) (5 saisons : 2006-2011)
- Zachary Donohue (11 saisons : 2011-2022)

| Compétition                                                                           | 2007    | 2008    | 2009    | 2010    | 2011    |  | 2012    | 2013    | 2014    | 2015    | 2016    | 2017    | 2018    | 2019    | 2020    | 2021    | 2022    |  |  |
| Jeux olympiques d'hiver                                                               |         |         |         |         |         |  |         |         |         |         |         |         | 4e      |         |         |         | 3e      |  |  |
| Championnats du monde                                                                 |         |         |         |         |         |  | 10e     |         |         | 10e     | 6e      | 9e      | 2e      | 3e      | CA      | 2e      | 2e      |  |  |
| Quatre continents                                                                     |         |         |         | 3e      |         |  | 5e      |         | 1re     |         | 4e      | 4e      |         | 4e      | 3e      | CA      |         |  |  |
| Championnats des États-Unis                                                           |         |         | 4e      | 6e      | 4e      |  | 3e      | 4e      | 4e      | 3e      | 3e      | 3e      | 1re     | 1re     | 2e      | 1re     | 2e      |  |  |
| Championnats du monde juniors                                                         | 6e      | 5e      | 4e      |         |         |  |         |         |         |         |         |         |         |         |         | CA      |         |  |  |
|                                                                                       |         |         |         |         |         |  |         |         |         |         |         |         |         |         |         |         |         |  |  |
| Grand Prix ISU                                                                        | 2006/07 | 2007/08 | 2008/09 | 2009/10 | 2010/11 |  | 2011/12 | 2012/13 | 2013/14 | 2014/15 | 2015/16 | 2016/17 | 2017/18 | 2018/19 | 2019/20 | 2020/21 | 2021/22 |  |  |
| Finale du Grand Prix                                                                  |         |         |         |         |         |  |         |         |         |         | 6e      | 5e      | 4e      | 1re     | 3e      | CA      | CA      |  |  |
| Skate America                                                                         |         |         |         |         |         |  | 6e      |         | 4e      |         |         | 2e      |         | 1re     | 1re     | 1re     | 1re     |  |  |
| Skate Canada                                                                          |         |         |         | 6e      |         |  |         | 5e      | 3e      | 3e      |         |         | 3e      | 1re     | 2e      | CA      |         |  |  |
| Coupe de Chine                                                                        |         |         |         |         | 6e      |  |         |         |         |         |         |         |         |         |         |         | 2e      |  |  |
| Trophée de France                                                                     |         |         |         | 8e      |         |  |         | 4e      |         | 3e      | 1re     | 2e      |         |         |         | CA      |         |  |  |
| Coupe de Russie                                                                       |         |         |         |         | A       |  |         |         |         |         |         |         |         |         |         |         |         |  |  |
| Trophée NHK                                                                           |         |         |         |         |         |  |         |         |         |         | 3e      |         | 2e      |         |         |         |         |  |  |
| Légende : A = Abandon ; CA = Compétitions annulées à cause de la pandémie de Covid-19 |         |         |         |         |         |  |         |         |         |         |         |         |         |         |         |         |         |  |  |